# Продкомісар (оповідання)
"Продкомиссар" (рос. Продкомиссар)  ― оповідання російського радянського письменника Михайла Олександровича Шолохова, написаний у 1924 році.

## Історія публікації
Оповідання "Продкомиссар" вперше опубліковано в газеті «Молодий ленінець», 14 лютого 1925 р., № 37. Входив до авторські збірники «Донські розповіді», вид. «Нова Москва», М. 1926 і "Лазурова степ. Донські розповіді. 1923-1925" (1931).
На початку 1924 року під назвою "Звір" готувався для публікації в альманасі групи письменників "Молода гвардія". Їдучи з Москви на Дон, Шолохов, стурбований долею рукописи, писав 24 травня 1924 року літературної секретарю альманаху М. Колосову:
|  | З приводу розповіді хочу просити тебе і думаю, що ти не відмовиш у товариській прохання. Судячи з твоїх слів, в моєму оповіданні "Звір", крім заголовка і кінця, все добре, виправити його я не мав можливості, так як не бачив тебе... але думаю, що ти зможеш виправити сам це не важко). Озаглавь розповідь хоча б "Окрпродкомиссар Бодягин", урежь кінець до наступних рядків, де описується місце, де лежали Тесленко і Бодягин убиті. Ти не зрозумів суті розповіді. Я хотів їм показати, що людина, в ім'я революції який убив батька і вважався "звіром" (звичайно, в очах слюнявой інтелігенції), помер через те, що врятував дитину (дитина-то, хлопчисько, поскакав). Ось що я хотів показати, але у мене, може бути, це не вийшло. Все ж я гаряче протестую проти вирази: "ні нашим, ні вашим". Розповідь виразно стріляє в ціль. Прочитай його цілком редколегії, а там вже можете на свій розсуд компетентного переробляти його, все ж прижаливая моє авторське "я". |

Пізніше Колосов згадував:
|  | Розмова наша відбувався за телефоном (Шолохов в той час знімав кімнату в Підмосков'ї) і слова "ні нашим, ні вашим" я сказав не як свої, а як можливі слова рецензентів і редакторів видавництва. Вони можуть сказати, що продкомиссар ― більшовик, який убив класового ворога, навіть якщо це його рідний батько, не потребує виправдання тим, що він любить дітей... Більш того, можуть послатися і на те, що в деяких дореволюційних творах показувалися поліцейські, жорстоко расправлявшиеся з революціонерами і в той же час дбайливо ставилися до дітей. Я, однак, не вважав, що ці заперечення можуть служити причиною відмови в надрукування розповіді. Але нам слід бути готовим до такого роду запереченням. |

Альманах "Молодої гвардії" у 1924 році не вийшов, і Колосов рекомендував Шолохову надрукуватися в газеті "Молодий ленінець".

## Сюжет
В основі сюжету твору ― історія окружного продкомиссара Бодягина, який, повернувшись через шість років в рідну станицю, дізнався про те, що його рідний батько ― ворог радянської влади. За чинення опору при здачі хліба батька розстріляли. Але і сам Бодягин, разом з комендантом Тесленко, гине від рук повсталих козаків, рятуючи при цьому замерзаючого в степу хлопчика.

## Про оповіданні
В оповіданні знайшли відображення факти біографії письменника періоду 1921-1922 років, в пору служби діловодом заготівельної контори № 32 Донського обласного продкомитета в станиці Каргинской і продинспектором в станиці Букановской. Шолохов брав тоді участь у боротьбі з бандитизмом на Верхньому Дону в складі загонів самооборони і продзагонів. На думку краєзнавця і письменника Р. Я. Сивоволова, в описі станиці в "Продкомиссаре" вгадується Каргинская:
|  | І знову під безіменній станицею легко вгадується Каргинская. Глинищі, де розстріляли батька Бодягина, знаходилося за станицею, в двох сотнях метрів від двору Мартіна Ковальова. Це був невеликий яр, в якому жителі станиці багато років копали білу глину для побілки куренів та сараїв... Згадується в оповіданні вітряк з обірваними кущами брезенту на крилах стояв недалеко від глинища. По інший бік станиці ― порізана глибокими промоїнами і ярами гора. На ній зі впалими лисиною підноситься знайомий нам Піщаний курган. Ось за цією горою, в трьох верстах від станиці по дорозі на Вешенської, козаки-повстанці і наздогнали Бодягина і Тесленко. |

## Персонажі
- Бодягин Гнат ― головний герой оповідання, окружний продкомиссар. Через шість років приїжджає в рідну станицю для реквізиції хліба і стає свідком загибелі батька-куркуля. У фіналі гине від рук повсталих козаків, перед цим рятує замерзаючого дитини.

- Обласної продкомиссар ― начначает Бодягина окружним продкомиссаром.

- Батько Гната Бодягина ― станичний кулак, агітував козаків на сході хліб не здавати. Розстріляний за вироком трибуналу.

- Голова трибуналу ― безіменний персонаж, колишній бондар. Приказує до розстрілу батька Гната Бодягина.

- Сирота ― хлопчик, якого рятує Гнат Бодягин, віддавши йому свого коня.

- Тесленко ― комендант при трибуналі. Розстрілює батька Гната Бодягина і гине від рук повсталих козаків.

- Господар квартири ― безіменний господар, де зупиняється Гнат Бодягин. Розповідає йому про батька.

## Адаптації
За мотивами оповідань "Коловерть", "Червоточина" і "Продкомиссар" Михайла Шолохова у 1970 році на кіностудії "Мосфільм" знято художній фільм "блакитною степу". Режисери-постановники Ст. Я Лонской, В. Р. Шамшурин. Сценарій Ю. Б. Лукіна, Ст. Лонського і Ст. Шамшурина.